# Nowa Synagoga w Dreźnie
Nowa Synagoga w Dreźnie (niem. Neue Synagoge) – synagoga znajdująca się w Dreźnie, przy ulicy Hasenberg 1. Jest pierwszą nowo zbudowaną synagogą w byłej NRD.
Synagoga została zbudowana w latach 1997–2001 na miejscu starej synagogi, według planów niemieckich architektów Reny Wandel-Hoefer oraz Wolfganga Lorcha. Synagoga jest obecnie jedną z najnowocześniejszych synagog na świecie.
Nad drzwiami synagogi znajduje się oryginalna, pozłacana gwiazda Dawida, którą w czasie wojny ukrywał jeden ze strażaków, którym zabroniono gasić Starą Synagogę.
W synagodze oprócz sali modlitw znajduje się wiele innych instytucji kulturalnych, poświęconych drezdeńskim Żydom.

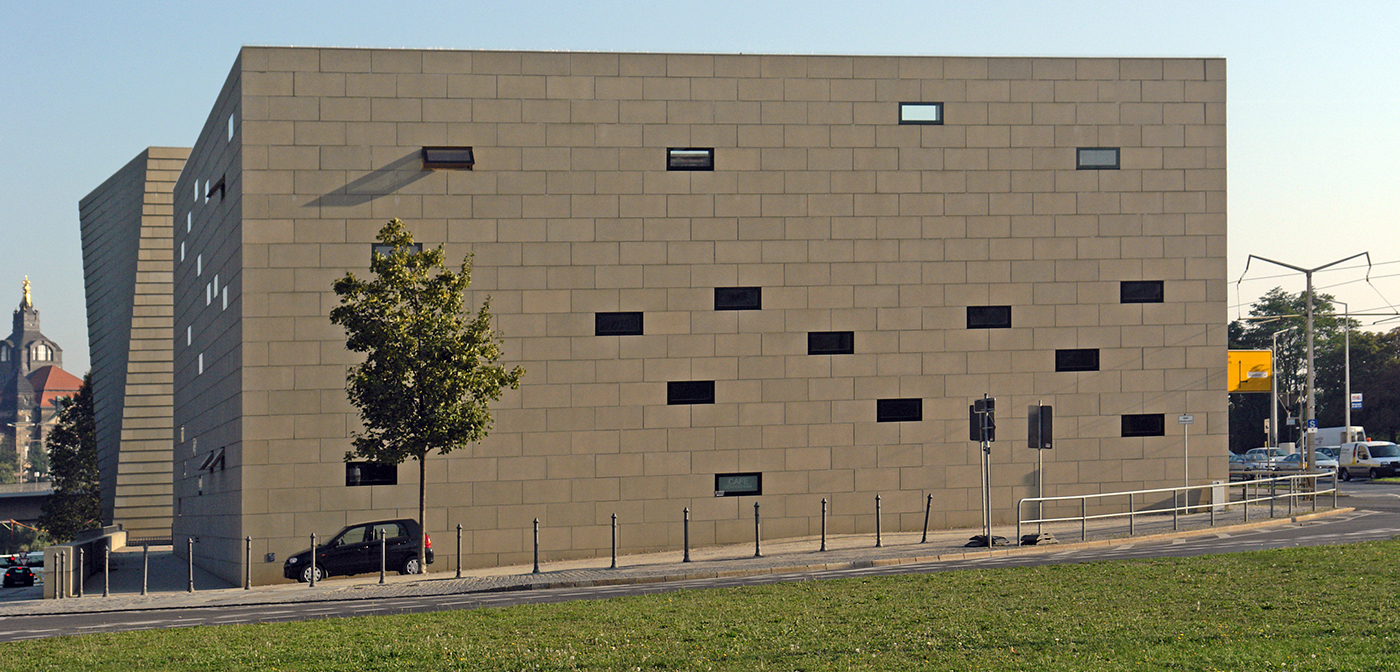
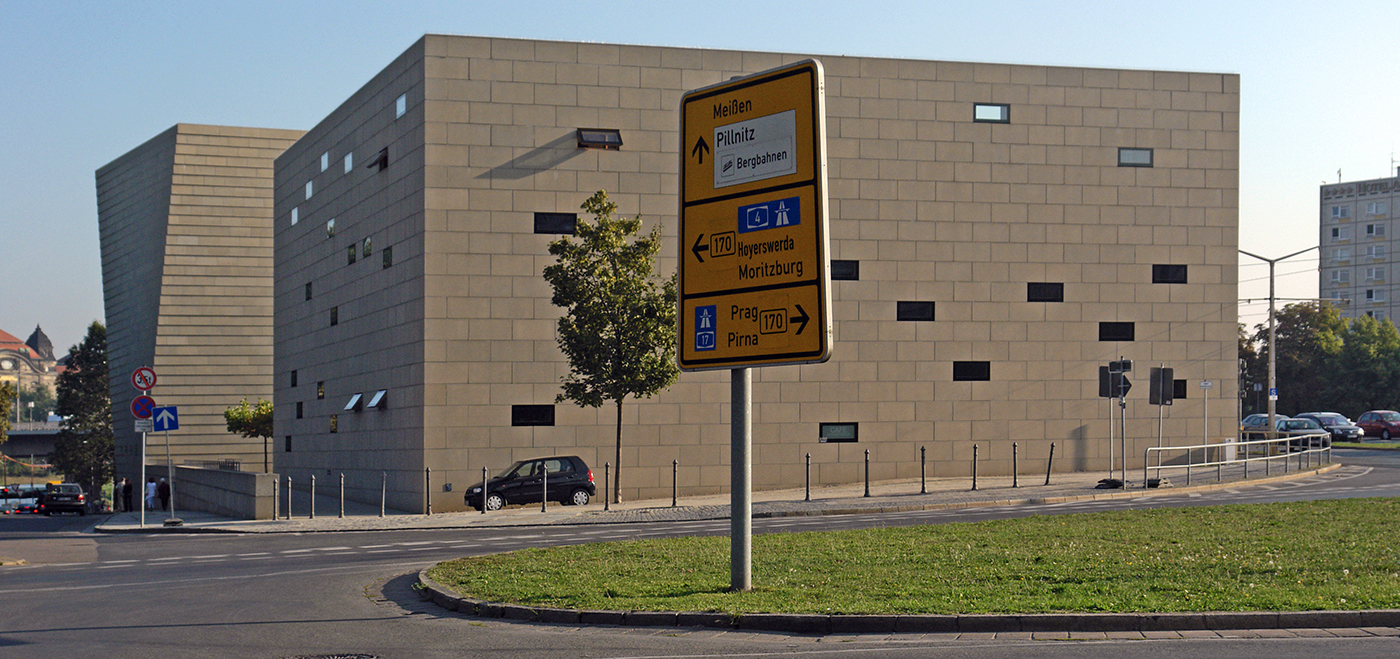
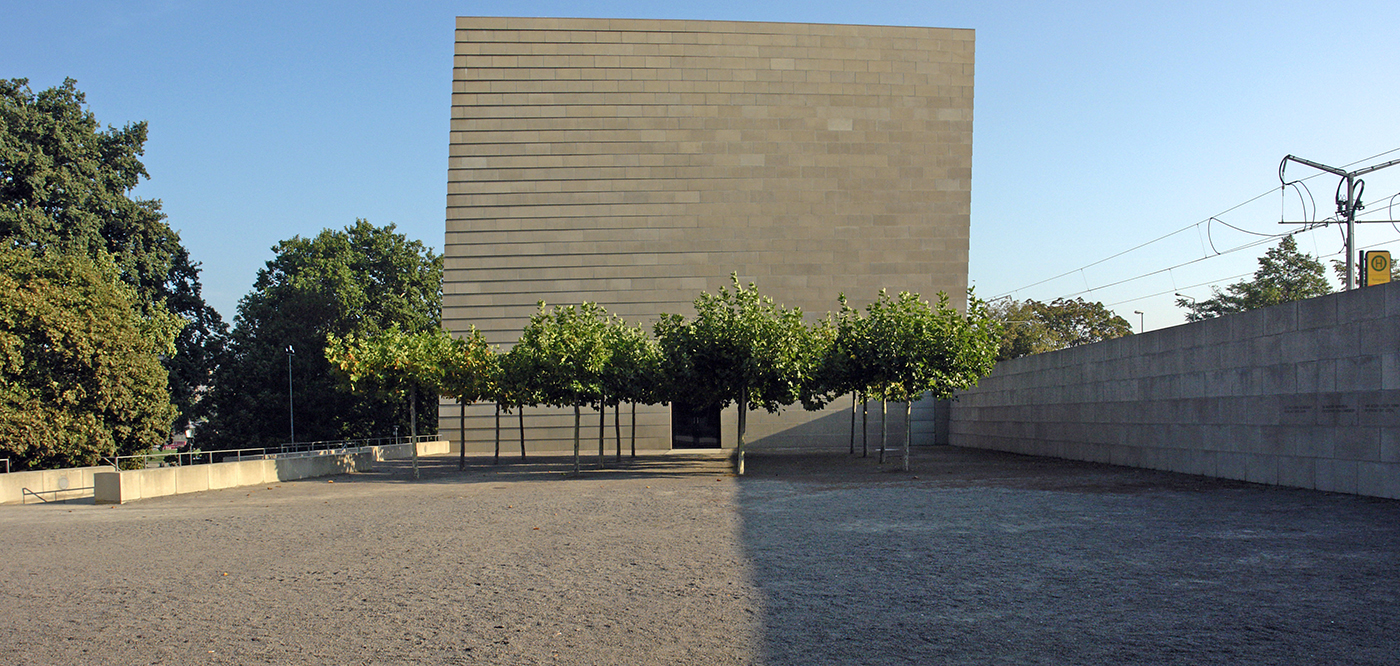